# Territorielle udsagn
|  | Denne artikel er oprettet af botten PalnaBot ud fra en ekstern database. Den kan derfor have sproglige fejl eller mangler. Denne skabelon kan fjernes efter kontrol af indholdet. |

Territorielle udsagn er en dokumentarfilm fra 2003 skrevet og instrueret af Hanne Nielsen og Birgit Johnsen.

## Handling
En utraditionel dokumentarfilm om grænsedragning, personlig integritet og hverdagsfortællingens dybder. Fire kvinder fortæller hver en historie foran kameraet. Hver historie fortælles fire gange med dages mellemrum. Stumper fra de forskellige versioner klippes sammen, hvorved små forskelle og nuancer i indhold og formuleringer afdækker de spekulationer og følelser, som de tilsyneladende banale hændelser har udløst hos kvinderne. Ydermere klippes frem og tilbage mellem de fire personer. Herved kommer filmen mindre til at handle om de specifikke aktører, men bliver snarere en generel undersøgelse af vores forhold til de historier, vi fortæller om os selv; og om hvordan mediets tilstedeværelse påvirker gestik, mimik og selvfremstilling.